# Таха Акгюль
Таха Акгюль (тур. Taha Akgül; нар. 22 листопада 1990, Сівас, іл Сівас) — турецький борець вільного стилю, триразовий чемпіон, дворазовий срібний та триразовий бронзовий призер чемпіонатів світу, десятиразовий чемпіон Європи, володар кубку світу, чемпіон Європейських ігор, чемпіон Олімпійських ігор.

## Біографія
Боротьбою почав займатися з 2003 року. На чемпіонаті світу 2010 року серед юніорів виборов срібну медаль. Виступає за борцівський клуб «Aski» з Анкари.
У 2014 та 2015 роках ставав чемпіоном світу, а у 2016 — здобув титул олімпійського чемпіона. Після того шість років не міг перемогти на світових змаганнях найвищого рівня, аж доки у 2022 році утретє став чемпіоном світу. Був визнаний Об'єднаним світом боротьби найкращим борцем вільного стилю 2022 року.

## Спортивні результати на міжнародних змаганнях

### Виступи на Олімпіадах
| Змагання                    | Збірна    | Вагова категорія           | Місце  |
| --------------------------- | --------- | -------------------------- | ------ |
| Літні Олімпійські ігри 2012 | Туреччина | вільна боротьба, до 120 кг | 7      |
| Літні Олімпійські ігри 2016 | Туреччина | вільна боротьба, до 125 кг | Золото |
| Літні Олімпійські ігри 2020 | Туреччина | вільна боротьба, до 125 кг | Бронза |
| Літні Олімпійські ігри 2024 | Туреччина | вільна боротьба, до 125 кг | Бронза |

### Виступи на Чемпіонатах світу
| Змагання                        | Збірна    | Вагова категорія           | Місце  |
| ------------------------------- | --------- | -------------------------- | ------ |
| Чемпіонат світу з боротьби 2013 | Туреччина | вільна боротьба, до 120 кг | Бронза |
| Чемпіонат світу з боротьби 2014 | Туреччина | вільна боротьба, до 125 кг | Золото |
| Чемпіонат світу з боротьби 2015 | Туреччина | вільна боротьба, до 125 кг | Золото |
| Чемпіонат світу з боротьби 2017 | Туреччина | вільна боротьба, до 125 кг | Срібло |
| Чемпіонат світу з боротьби 2018 | Туреччина | вільна боротьба, до 125 кг | 7      |
| Чемпіонат світу з боротьби 2019 | Туреччина | вільна боротьба, до 125 кг | Срібло |
| Чемпіонат світу з боротьби 2021 | Туреччина | вільна боротьба, до 125 кг | Бронза |
| Чемпіонат світу з боротьби 2022 | Туреччина | вільна боротьба, до 125 кг | Золото |
| Чемпіонат світу з боротьби 2023 | Туреччина | вільна боротьба, до 125 кг | Бронза |

### Виступи на Чемпіонатах Європи
| Змагання                         | Збірна    | Вагова категорія           | Місце  |
| -------------------------------- | --------- | -------------------------- | ------ |
| Чемпіонат Європи з боротьби 2012 | Туреччина | вільна боротьба, до 120 кг | Золото |
| Чемпіонат Європи з боротьби 2013 | Туреччина | вільна боротьба, до 120 кг | Золото |
| Чемпіонат Європи з боротьби 2014 | Туреччина | вільна боротьба, до 125 кг | Золото |
| Чемпіонат Європи з боротьби 2016 | Туреччина | вільна боротьба, до 125 кг | 10     |
| Чемпіонат Європи з боротьби 2017 | Туреччина | вільна боротьба, до 125 кг | Золото |
| Чемпіонат Європи з боротьби 2018 | Туреччина | вільна боротьба, до 125 кг | Золото |
| Чемпіонат Європи з боротьби 2019 | Туреччина | вільна боротьба, до 125 кг | Золото |
| Чемпіонат Європи з боротьби 2021 | Туреччина | вільна боротьба, до 125 кг | Золото |
| Чемпіонат Європи з боротьби 2022 | Туреччина | вільна боротьба, до 125 кг | Золото |
| Чемпіонат Європи з боротьби 2023 | Туреччина | вільна боротьба, до 125 кг | Золото |
| Чемпіонат Європи з боротьби 2024 | Туреччина | вільна боротьба, до 125 кг | Золото |

### Виступи на Європейських іграх
| Змагання              | Збірна    | Вагова категорія           | Місце  |
| --------------------- | --------- | -------------------------- | ------ |
| Європейські ігри 2015 | Туреччина | вільна боротьба, до 125 кг | Золото |

### Виступи на Кубках світу
| Змагання                    | Збірна    | Вагова категорія           | Місце  |
| --------------------------- | --------- | -------------------------- | ------ |
| Кубок світу з боротьби 2013 | Туреччина | вільна боротьба, до 120 кг | Золото |
| Кубок світу з боротьби 2016 | Туреччина | вільна боротьба, до 125 кг | 8      |

### Виступи на Всесвітніх іграх військовослужбовців
| Змагання                                | Збірна    | Вагова категорія           | Місце  |
| --------------------------------------- | --------- | -------------------------- | ------ |
| Всесвітні ігри військовослужбовців 2019 | Туреччина | вільна боротьба, до 125 кг | Золото |

### Виступи на Середземноморських іграх
| Змагання                    | Збірна    | Вагова категорія           | Місце  |
| --------------------------- | --------- | -------------------------- | ------ |
| Середземноморські ігри 2013 | Туреччина | вільна боротьба, до 120 кг | Золото |

### Виступи на Середземноморських чемпіонатах
| Змагання                                     | Збірна    | Вагова категорія           | Місце  |
| -------------------------------------------- | --------- | -------------------------- | ------ |
| Середземноморський чемпіонат з боротьби 2010 | Туреччина | вільна боротьба, до 120 кг | Срібло |

### Виступи на Чемпіонатах світу серед студентів
| Змагання                                        | Збірна    | Вагова категорія           | Місце  |
| ----------------------------------------------- | --------- | -------------------------- | ------ |
| Чемпіонат світу з боротьби серед студентів 2012 | Туреччина | вільна боротьба, до 120 кг | Золото |

### Виступи на інших змаганнях
| Змагання                                                    | Збірна    | Вагова категорія           | Місце  |
| ----------------------------------------------------------- | --------- | -------------------------- | ------ |
| Турнір Яшара Догу 2011                                      | Туреччина | вільна боротьба, до 120 кг | Бронза |
| Золотий Гран-прі з боротьби 2011 (Баку)                     | Туреччина | вільна боротьба, до 120 кг | Золото |
| Тестовий турнір FILA 2011                                   | Туреччина | вільна боротьба, до 120 кг | Бронза |
| Турнір Яшара Догу 2012                                      | Туреччина | вільна боротьба, до 120 кг | Золото |
| Олімпійський кваліфікаційний турнір з боротьби 2012 (Софія) | Туреччина | вільна боротьба, до 120 кг | Срібло |
| Меморіал Вацлава Циолковського 2012                         | Туреччина | вільна боротьба, до 120 кг | Срібло |
| Вогні Москви 2012                                           | Туреччина | вільна боротьба, до 120 кг | Срібло |
| Турнір Яшара Догу 2013                                      | Туреччина | вільна боротьба, до 120 кг | Золото |
| Літня Універсіада 2013                                      | Туреччина | вільна боротьба, до 120 кг | Золото |
| Вогні Москви 2013                                           | Туреччина | вільна боротьба, до 120 кг | 4      |
| Турнір Яшара Догу 2014                                      | Туреччина | вільна боротьба, до 125 кг | Золото |
| Турнір Яшара Догу 2015                                      | Туреччина | вільна боротьба, до 125 кг | Золото |
| Турнір Яшара Догу 2016                                      | Туреччина | вільна боротьба, до 125 кг | Золото |
| Cerro Pelado International 2018                             | Туреччина | вільна боротьба, до 125 кг | Золото |
| Гран-прі «Іван Яригін» 2019                                 | Туреччина | вільна боротьба, до 125 кг | Срібло |
| Турнір Яшара Догу 2019                                      | Туреччина | вільна боротьба, до 125 кг | Золото |
| Турнір Яшара Догу 2022                                      | Туреччина | вільна боротьба, до 125 кг | Золото |
| Турнір Ібрагіма Мустафи 2023                                | Туреччина | вільна боротьба, до 125 кг | Золото |

### Виступи на змаганнях молодших вікових груп
| Змагання                                       | Збірна    | Вагова категорія           | Місце  |
| ---------------------------------------------- | --------- | -------------------------- | ------ |
| Чемпіонат Європи з боротьби серед юніорів 2010 | Туреччина | вільна боротьба, до 120 кг | 5      |
| Чемпіонат світу з боротьби серед юніорів 2010  | Туреччина | вільна боротьба, до 120 кг | Срібло |